# Srednjoškolski centar Bjelovar
Srednjoškolski centar u Bjelovaru sklop je zgrada na Poljani dr. Franje Tuđmana unutar četvrti Logor, koji se sastoji od četiriju srednjoškolskih ustanova: Medicinske, Komercijalne i trgovačke, Ekonomske i birotehničke te Turističko-ugostiteljske i prehrambene škole.
Te srednje škole prethodno su bile smještene na više različitih lokacija u središtu Bjelovara, a 2008. godine preseljene su na postojeću lokaciju, gdje imaju novi, moderniji i veći prostor.
U sklopu Srednjoškolskog centra Bjelovar nalazi se i zajednička športska dvorana, a u neposrednoj blizini je i nova zgrada Doma učenika srednjih škola, koja je također preseljena iz središta Bjelovara na ovu novu lokaciju.